# Gare de Bruz
Gare de Bruz vasútállomás Franciaországban, Bruz településen.

## Vasútvonalak
Az állomást az alábbi vasútvonalak érintik:
- Rennes–Redon-vasútvonal

## Kapcsolódó állomások
A vasútállomáshoz az alábbi állomások vannak a legközelebb:
- Gare de Ker Lann (Gare de Rennes, Rennes–Redon-vasútvonal)
- Gare de Laillé (Gare de Redon, Rennes–Redon-vasútvonal)